# Cathokia Woodhenge

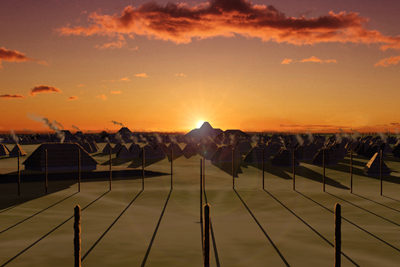
Kontnärsidé av Woodhenge III vid soluppgången vid midvinter

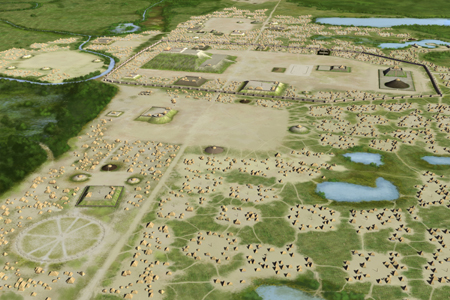
Woodhenge ligger väster om Monks Mound, vid den undre vänstra kanten av fotot

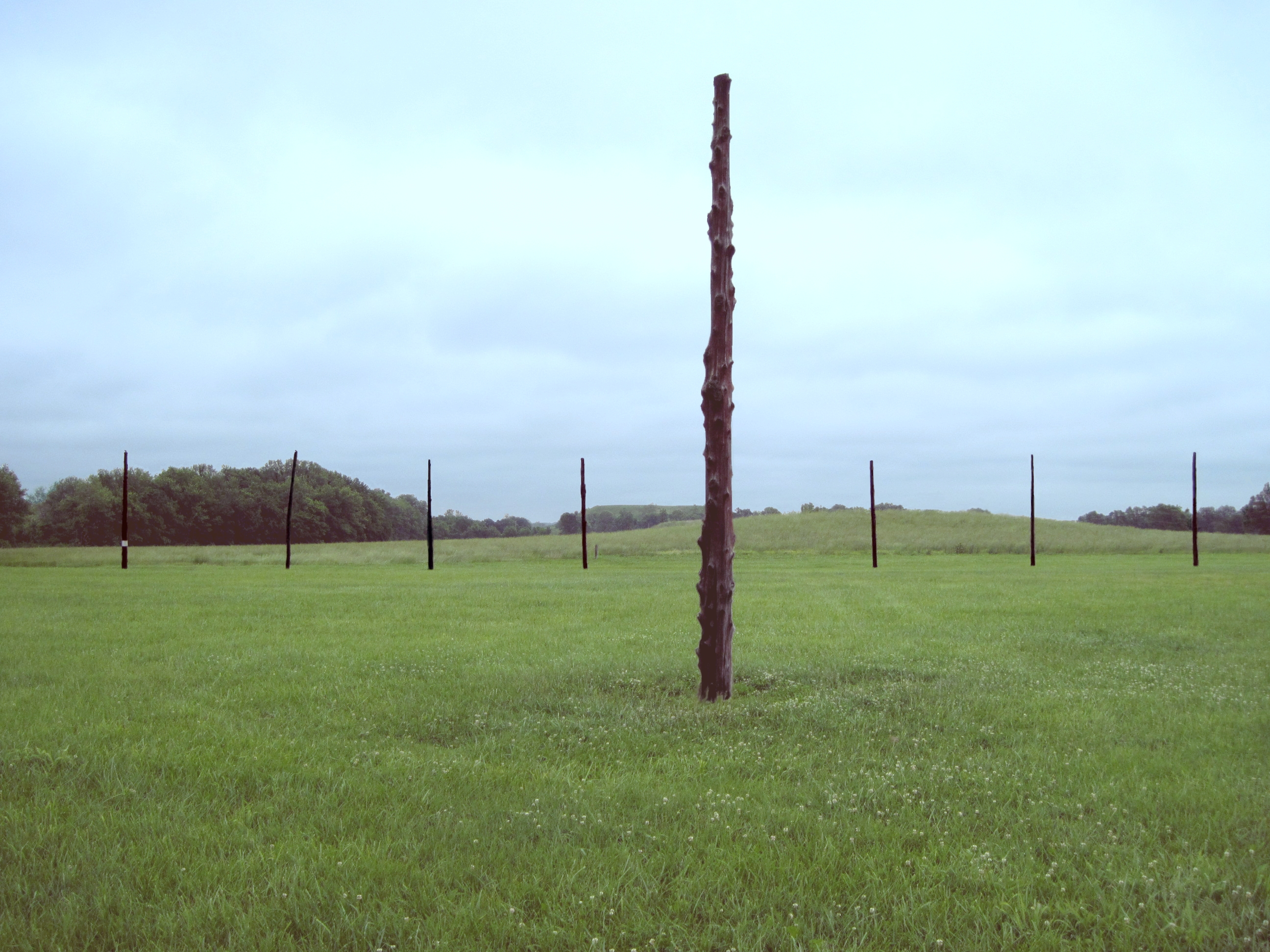
Den rekonstruerade Woodhenge III aoch dess linje mellan dagjämningspålen och Monks Mound 800 meter längre bort

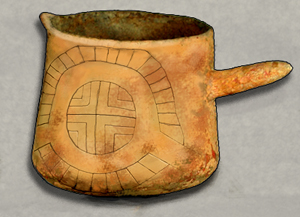
Keramikbägare med woodhengemotiv

Cahokia Woodhenge är ett antal pålkretsar på platsen för Cahokiakulturens arkeologiska område nära Collinsville i Madison County i Illinois i USA. Sammanlagt finns fem pålkretsar, vilka tros ha uppförts mellan 900 och 1100 efter Kristus, med var och en större och försedd med flera timmerpålar än föregångaren.
Pålkretsarna upptäcktes av arkeologen Warren Wittry under tidigt 1960-tal i samband med en arkeologisk undersökning inför ett bygge av ett motorvägsmot. Han fann ett antal hål för timmerpålar, i bågar, vart och ett hål 2,1 meter långt och 0,6 meter brett och med en avfasning för att underlätta att sätta i och resa en påle. Pålarna antogs kunna vara sex meter höga och var nedsatta 1,2 meter under markytan. Wittry trodde att hålen var grävda i cirklar och att det var fråga om en solkalender. Ytterligare utgrävningar gjordes 1963 av Robert L. Hall (1927–2012) och av Wittry i slutet av 1970-talet, vilka visade att det funnits fem separata pålkretsar i området. Pålkretsarna kallas nu Woodhenge I – V. Var och en hade olika diameter och olika antal pålar.
Den äldsta pålkretsen ligger för sig och de övriga något bredvid och överlappande varandra. De tros var byggda efter varandra i tiden. Var och en är större än föregångaren och har tolv stycken fler pålar i ringen. 
Rester av pålar har återfunnits i flera av hålen. De är huvudsakligen av arten röd ceder (Juniperus virginiana). Också rester av rödockrapigment har hittats, vilket tyder på att pålarna varit bemålade. Pålkretsen Woodhenge III restaurerades på 1980-talet. 
Woodhenge antas vara en solkalender, vilken kan markera dagjämningar, sommar- och vintersolstånd samt solens uppgång och nedgång vid olika kalenderdagar för att vägleda jordbrukets årscykel och religiösa evenemang. Pålen för vintersolståndet ligger i linje med Fox Mound (Mound 60, en rektangulär hög av plattformstyp), som ligger 500 meter söder om Monks Mound. Toppen på den 14 meter höga kullen syns från cirkelcentrum ovanför horisonten. Från centrum av pålkrets Woodhenge III syns solen gå upp från denna hög vid vintersolståndet.
Det är fler pålar än som behövs för enkla solinriktningar, och det har därför spekulerats i om pålkretsarna också har använts för att observera månvarv och stjärnhimlen, till exempel Plejadernas och andra stjärnors och planeters rörelser.